# Yaodian, Henan
Yaodian (kinesiska: 腰店, 腰店乡) är en socken i Kina. Den ligger i provinsen Henan, i den centrala delen av landet, omkring 270 kilometer sydväst om provinshuvudstaden Zhengzhou. Antalet invånare är 41665. Befolkningen består av 20 421 kvinnor och 21 244 män. Barn under 15 år utgör 27,0 %, vuxna 15-64 år 63 %, och äldre över 65 år 8,0 %.
Genomsnittlig årsnederbörd är 843 millimeter. Den regnigaste månaden är augusti, med i genomsnitt 143 mm nederbörd, och den torraste är januari, med 7 mm nederbörd.